# Sørstraumen
Sørstraumen est une localité du comté de Troms, en Norvège.

## Géographie
Administrativement, Sørstraumen fait partie de la kommune de Kvænangen.